# Fejervarya mysorensis
Fejervarya mysorensis är en groddjursart som först beskrevs av Rao 1922.  Fejervarya mysorensis ingår i släktet Fejervarya och familjen Dicroglossidae. IUCN kategoriserar arten globalt som otillräckligt studerad. Inga underarter finns listade i Catalogue of Life.